# Tetramesa antica
Tetramesa antica är en stekelart som först beskrevs av Walker 1871.  Tetramesa antica ingår i släktet Tetramesa och familjen kragglanssteklar. Inga underarter finns listade i Catalogue of Life.